# Добростан
Добростан (болг. Добростан) — село в Болгарии. Находится в Пловдивской области, входит в общину Асеновград. Население составляет 30 человек.

## Политическая ситуация
Добростан подчиняется непосредственно общине и не имеет своего кмета.
Кмет (мэр) общины Асеновград — Христо Грудев Грудев (коалиция партий: Граждане за европейское развитие Болгарии (ГЕРБ), ВМРО — Болгарское национальное движение) по результатам выборов.